# 高月町 (八王子市)
高月町（たかつきまち）は、東京都八王子市の町名。丁番を持たない単独町名であり、住居表示未実施区域。郵便番号は192-0002（八王子郵便局管区）。

## 地理
八王子市の北部、多摩川と秋川の合流点の南西の丘陵地帯に位置し、両河川を境に、東は昭島市、北はあきる野市と接しており、東北端（合流点付近）で僅かではあるが福生市にも接している。東で昭島市拝島町、南で丹木町、西で宮下町・加住町、あきる野市切欠、北で福生市熊川、あきる野市小川と隣接する。丘陵を利用して作られた天然の要害である高月城、滝山城といった戦国時代からの城址がある。

### 河川
- 多摩川
- 秋川

## 歴史

### 沿革
- 1889年（明治22年）4月1日 - 町村制施行により、神奈川県南多摩郡高月村が留所村、北大沢村、本丹木村、中丹木村、八日市村、横山村、左入村、滝山村、梅坪村、谷野村、宮下村、戸吹村と合併し加住村が成立する。
- 1955年（昭和30年）4月1日 - 加住村が八王子市へ編入。
- 1956年（昭和31年）10月1日 - 旧加住村大字高月と同大字滝山の一部が高月町となる。
- 1971年（昭和46年）4月1日 - 切欠地区を西多摩郡秋多町（現あきる野市）へ編入。

## 世帯数と人口
2017年（平成29年）12月31日現在の世帯数と人口は以下の通りである。
| 町丁   | 世帯数  | 人口  |
| ------ | ------- | ----- |
| 高月町 | 157世帯 | 368人 |

## 小・中学校の学区
市立小・中学校に通う場合、学区は以下の通りとなる。
| 番地 | 小学校               | 中学校               |
| ---- | -------------------- | -------------------- |
| 全域 | 八王子市立加住小学校 | 八王子市立加住中学校 |

## 交通

### 道路・橋梁
- 東京都道166号瑞穂あきる野八王子線（谷野街道）
  - 東秋川橋（秋川）
- 東京都道186号高月楢原線

### 路線バス
八王子駅方面からのバス路線はない。
- 西東京バス
  - 拝島駅 - 小川 - 高月 - 滝山城址下 - 純心女子学園 - 創価大正門東京富士美術館 - 工学院大学・戸吹
  - 福生駅西口- 二宮- 小川  - 高月 - 滝山城址下 - 純心女子学園

## 施設

### 公園・神社・寺院
- 東京都立滝山自然公園
- 円通寺
- 駒形神社
- 霞神社

### その他
- 東京都水道局高月浄水所

## 史跡
- 滝山城址
- 高月城址